# Aridelus angustipterus
Aridelus angustipterus är en stekelart som beskrevs av Papp 1965. Aridelus angustipterus ingår i släktet Aridelus och familjen bracksteklar. Inga underarter finns listade.